# Kudu malý
Kudu malý (Tragelaphus imberbis) je lesní turovitý sudokopytník obývající východní Afriku a zřejmě i jižní část Arabského poloostrova. Jediným poddruhem kudu malého je kudu jižní (Tragelaphus imberbis australis), který obývá Keňu a Tanzanii.

## Popis
Kudu malý měří v kohoutku kolem jednoho metru a dosahuje hmotnosti 50 až 100 kg. Samci jsou o něco větší než samice. Samci jsou zbarveni šedohnědě, samice jsou kaštanově hnědé se světle zbarvenou břišní částí těla. Obě pohlaví mají na bocích kolem deseti bílých pruhů a dva bílé chomáče chlupů na spodní straně hrdla. Samci mají nevýraznou hřívu a asi 70 cm dlouhé rohy s jedním nebo dvěma krouceními.

## Chování

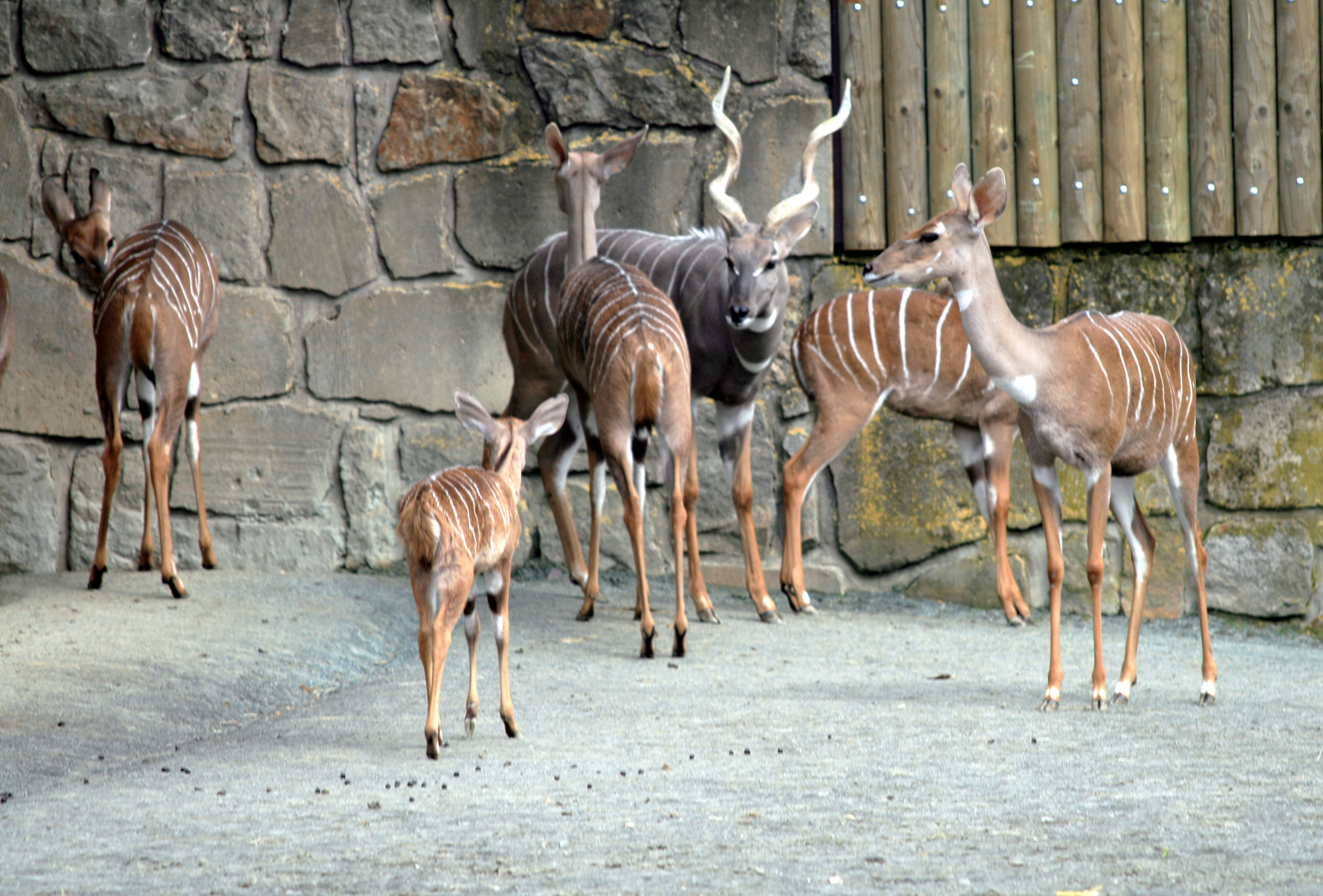
Stádo v zoo Dvůr Králové

Kudu malý obývá suché křovinaté a lesnaté oblasti, kde se živí převážně listy, výhonky, větvičkami a různými druhy travin. Aktivní je navečer a v noci, přes den odpočívá v hustém porostu. Samice žijí ve stádech, která nebývají většinou tvořena více než pěti jednotlivci. Samci žijí samostatně nebo v menších skupinkách, výjimečně se objevují i stáda smíšená. Mezi samci neexistuje téměř žádná hierarchie a k soubojům dochází jen ve výjimečných případech. Průměrná hustota populace zřídkakdy přesáhne jeden kus na km2 a domovské území většinou nebývá větší jak 6,7 km. Pokud je vyrušen predátorem (lvem, leopardem, psem hyenovitým), dá se po vydání poplašného signálu na prchavý útěk, při kterém dokáže v křovinatém porostu předvádět až 2 m vysoké výskoky.
V období rozmnožování si do sebe samci zaplétávají rohy a snaží se svého rivala přetlačit a položit na zem. Samice se těsně před porodem, který se uskutečňuje po 7,5 až 8 měsíční březosti, odpojuje od stáda a ve vysoké vegetaci porodí jediné mládě, které po narození váží 4 až 7,5 kg. Dospělosti se však dožívá jen 25% narozených mláďat, dalších 50 % mláďat se stává obětí nemocí nebo predátorů. V přírodě se může kudu malý dožít až 15 let.

## Ohrožení
V současné době je kudu malý podle Červeného seznamu ohrožených druhů (IUCN) zařazen do kategorie druhů závislých na ochraně (Lower Risk Conservation Dependent), za což může především ilegální lov zvláště kvůli rohům a hromadná ztráta přirozeného biomu.
V České republice chová kudy malé Zoologická zahrada Dvůr Králové.